# Trương Hán Minh
Trương Hán Minh (11 tháng 12 năm 1951 – 21 tháng 9 năm 2021) là một họa sĩ, nghệ nhân người Việt Nam. Ông là một trong những họa sĩ tiêu biểu của dòng tranh thủy mặc Việt Nam.

## Tiểu sử
Trương Hán Minh tên thật Vương Xú Há, sinh ngày 11 tháng 12 năm 1951, tại Chợ Lớn, Sài Gòn trong một gia đình người Việt gốc Hoa. Từ nhỏ ông đã có niềm đam mê với hội họa và được thọ giáo thầy Lương Thiếu Hằng, một họa sĩ tranh thủy mặc của họa phái Lĩnh Nam, từ Hong Kong sang Việt Nam mở trường tư thục.
Từ năm 1977 đến năm 2013, có khoảng 200 bức tranh thủy mặc do chính ông vẽ đã được tổ chức bán đấu giá để làm từ thiện. Ông từng thực hiện nhiều cuộc triển lãm trong và ngoài nước và đưa những bức tranh phong cảnh, làng quê Việt Nam mang chủ đề văn hóa Á đông trưng bày tại Pháp, Úc…

## Vinh danh

### Danh hiệu
- Nghệ nhân ưu tú (2015)[7]
- Nghệ nhân nhân dân (2019)[8]

### Giải thưởng
- Huân chương Lao động hạng Ba[4]

### Kỷ lục
Năm 2010, ông vẽ bức tranh "Phú quý trường xuân" và xác lập kỷ lục "Bức tranh thủy mặc về hoa dài nhất Việt Nam" với chiều cao 1,25m và dài 4,1m. Bức tranh sau đó được tặng cho Quỹ từ thiện Sheen Hok đem bán đấu giá, toàn bộ số tiền sẽ được ủng hộ các em nhỏ khiếm thị phẫu thuật mắt.
Năm 2013, ông được tổ chức World Kings công nhận Kỷ lục Việt Nam và Châu Á là "Họa sĩ vẽ tranh thủy mặc có số lượng tranh được bán đấu giá để làm từ thiện nhiều nhất".

## Qua đời
Trương Hán Minh qua đời ngày 21 tháng 9 năm 2021 sau thời gian chống chọi với bệnh ung thư, hưởng thọ 70 tuổi.